# Кеиго Хигаши
Кеиго Хигаши (јап. 東 慶悟; 20. јул 1990) јапански је фудбалер.

## Каријера
Током каријере играо је за Оита Тринита, Омија Ардија и Токио.

## Репрезентација
Са репрезентацијом Јапана наступао је на Олимпијским играма 2012.